# 淫紋

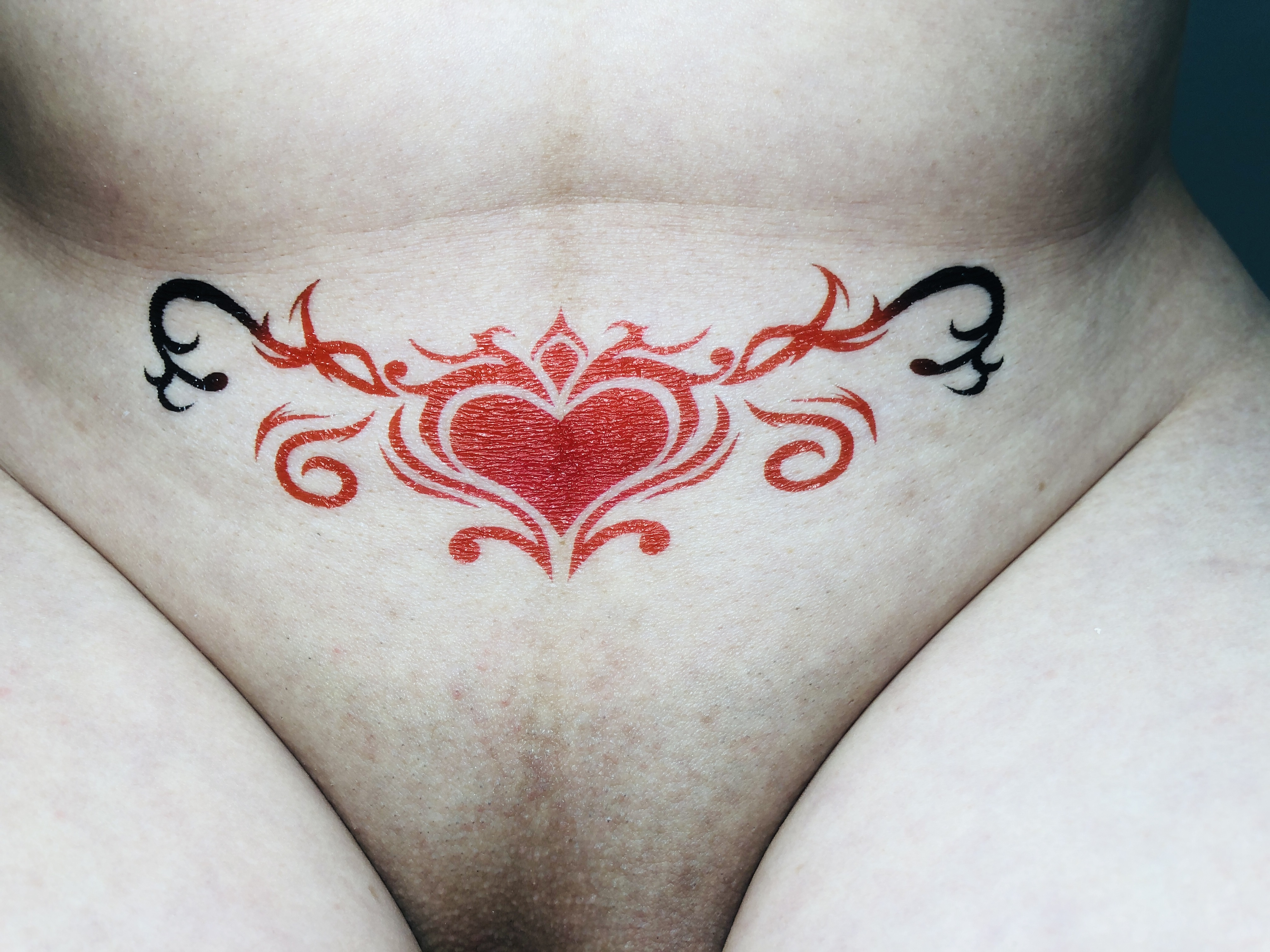
淫紋の一例

淫紋（いんもん）は、日本のフィクションやポルノグラフィの文脈において、主に登場人物の下腹部に刻まれる紋。

## 概要
『セカイ系とは何か』などの著作で知られる前島賢によると、淫紋は子宮をモチーフとしている。大島薫は女性器がデザインとなっていると述べている。
淫紋の主な効果は快感を助長するなど「自身の性行動の強化」である。しかし、周囲に対する魅了や淫紋を刻んだ者を支配し、奴隷化する効果などもあり、作品によって一定しない。そして淫紋を刻まれた瞬間から発動して効果が永続的な場合と、普段はただの紋章で効果がオン・オフ出来、スイッチを入れると後天的に発動されて効果を発揮する二通りがある（発動中は淫紋の色が変わる。発光するなどでスイッチが入っているのを表現するパターンも多い）。
創作物の設定において淫紋を刻む方法は、魔法など超自然的な力による方法の他、焼印の場合もある。淫紋が刻まれた者は、しばしば淫紋に込められた魔力によって精神と感覚神経が干渉され、好色な状態に誘われると説明される。淫紋は刻まれた者が好色な傾向を増すにつれて数が増殖し、全身に出現するまでになるという描写がなされることもある。
キルタイムコミュニケーションの二次元ドリームノベルズといったレーベルは淫紋を主題とした小説を複数出版しており、アダルトゲームにおいても淫紋を主題にした作品は『アナスタシアと7人の姫女神 〜淫紋の烙印〜』などが発売された。
いつ頃の作品が初出かは不明だが、2005年の小説『淫堕の姫騎士ジャンヌ』には既にそのようなものが出てくる。

## ファッション
コスプレ用の小物として、下腹部に貼り付けることが意図されている淫紋タトゥーシールが複数のメーカーから発売されている。その中には特に、サキュバスのコスプレと組み合わせて使用されることが意図されているものもある。